# Micul icosaedru triambic
În geometrie, micul icosaedru triambic este un poliedru stelat compus din 20 de hexagoane cu fețe neregulate care se intersectează. Are 60 de laturi și 32 de vârfuri și caracteristica Euler de −8. Este un izoedru, ceea ce înseamnă că toate fețele sale sunt simetrice între ele. Branko Grünbaum a conjecturat că este singurul izoedru euclidian cu fețe convexe cu șase sau mai multe laturi, dar s-a găsit un contraexemplu: micul hexacontaedru hexagonal.

## Mărimi asociate

### Unghiuri
Fețele sunt hexagoane echilaterale, cu unghiuri alternante de {\displaystyle \arccos(-{\frac {1}{4}})\approx 104,477\,512\,185\,93^{\circ }} și {\displaystyle \arccos({\frac {1}{4}})+60^{\circ }\approx 135,522\,487\,814\,07^{\circ }}.
Unghiul diedru este de {\displaystyle \arccos(-{\frac {1}{3}})\approx 109,471\,220\,634\,49^{\circ }.}

### Coordonate carteziene
Coordonatele carteziene ale vârfurilor micului icosaedru triambic cu lungimea laturii 1, centrat în origine, sunt toate permutările pare ale:
{\displaystyle \left(\,\pm {\frac {3-\varphi }{5}},\,\pm {\frac {\varphi +2}{5}},\,0\,\right)}
{\displaystyle \left(\,\pm (\varphi -1),\,\pm (2-\varphi ),\,0\,\right)}
{\displaystyle \left(\,\pm {\frac {\sqrt {5}}{5}},\,\pm {\frac {\sqrt {5}}{5}}\,\pm {\frac {\sqrt {5}}{5}}\,\right)}
unde {\displaystyle \varphi ={\frac {1+{\sqrt {5}}}{2}}} este secțiunea de aur.

### Raza sferei înscrise
Raza sferei înscrise pentru lungimea laturii a este:
{\displaystyle r={\frac {\sqrt {3}}{3}}\,a\approx 0,577350\,a.}

### Volum
Următoarea formulă pentru volum V este stabilită pentru lungimea laturilor tuturor poligoanelor (care sunt regulate) a:
{\displaystyle V={\frac {175{\sqrt {2}}+75{\sqrt {10}}}{24}}\,a^{3}\approx 20,194092~a^{3}.}

## Forme înrudite

Diagrama de stelare

Suprafața exterioară a micului icosaedru triambic (înlăturând părțile fiecărei fețe hexagonale care sunt înconjurate de alte fețe, dar interpretând figurile plane deconectate rezultate ca fiind încă fețe) coincide cu una dintre stelările icosaedrului. Altfel, dacă după îndepărtarea părților înconjurate ale fiecărei fețe, fiecare triplet de triunghiuri coplanare rezultat este considerat a fi trei fețe separate, atunci rezultatul este o formă a icosaedrului triakis, formată prin adăugarea unei piramide triunghiulare la fiecare față a unui icosaedru.

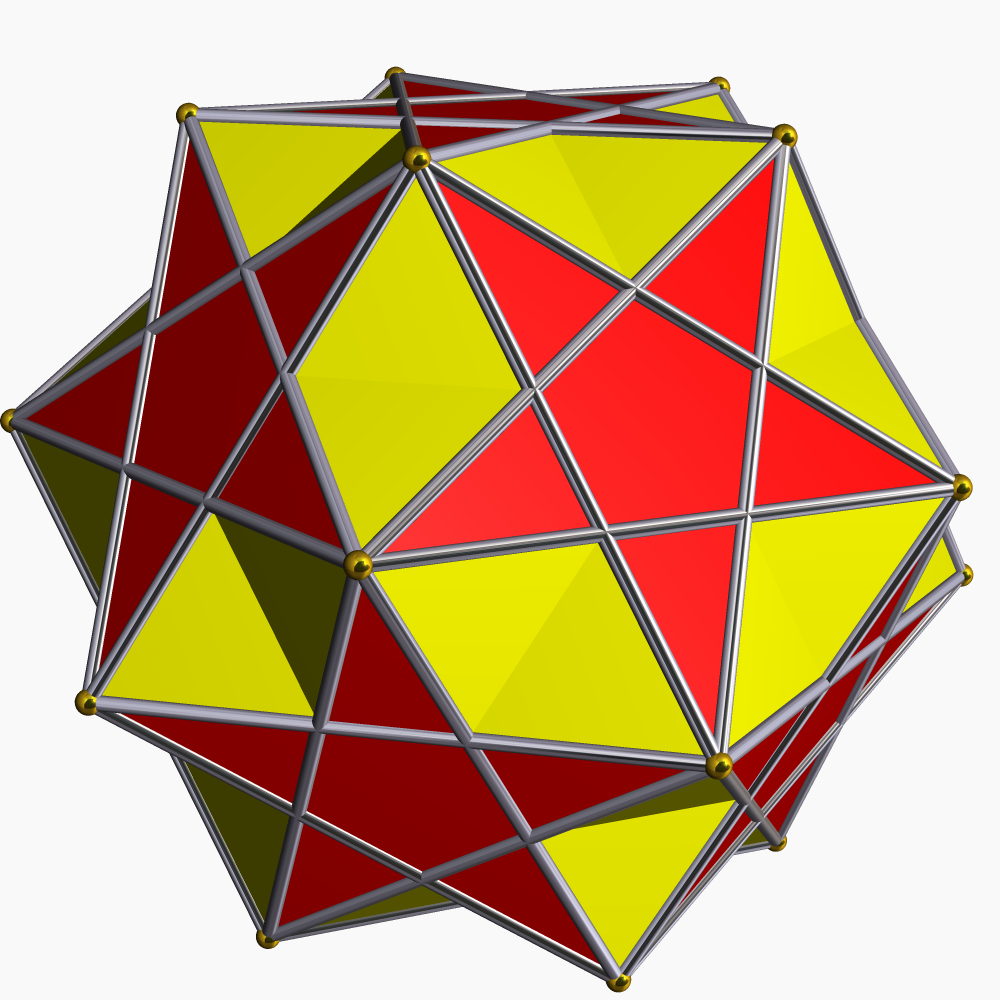
Dual: Micul icosidodecaedru ditrigonal

### Poliedru dual
Poliedrul dual al micului icosaedrului triambic este micul icosidodecaedru ditrigonal. Deoarece acesta este un poliedru uniform, micul icosaedrul triambic este un dual al unui poliedru uniform.